# Paris mes amours (film)
Pour la chanson d'Henri Betti, Bruno Coquatrix et André Hornez, voir Paris mes amours (chanson).
Pour plus de détails, voir Fiche technique et Distribution.
Paris mes amours est un film français réalisé par Alphonse-Lucien Blondeau, sorti en 1935.

## Fiche technique
- Titre français : Paris mes amours
- Réalisation : Alphonse-Lucien Blondeau
- Scénario : Alphonse-Lucien Blondeau
- Photographie : Nicolas Hayer
- Décors : Jean Douarinou
- Musique : Raymond Wraskoff et Maurice Chalon
- Pays d'origine :  France
- Production : ALB Films
- Format : Noir et blanc - Mono - 35 mm
- Genre : Comédie
- Durée : 80 minutes
- Date de sortie : 21 juin 1935

## Distribution
- Monique Bert : Nini
- Jeanne Helbling : Hélène
- Paul Lalloz : Moineau
- Lucien Blondeau : M. Martin
- Robert Seller : le comte de Beaucastel
- Charles Rigoulot : Charlot
- Pierre Juvenet : M. Chalouppe
- Marthe Sarbel
- Léna Roussika